# Gustav Stresemann
Gustav Stresemann (10. května 1878 Berlín – 3. října 1929 Berlín) byl německý liberální státník a nejvýraznější postava meziválečné zahraniční politiky Výmarské republiky. Na vrcholu své kariéry byl německým kancléřem (1923) a následně dlouholetým ministrem zahraničí (1923–1929). V roce 1926 podepsal se sovětským Ruskem Berlínskou dohodu, která potvrdila tzv. Rapallskou smlouvu. Podařilo se mu konsolidovat vztahy s Francií, za což mu byla společně se Aristidem Briandem udělena Nobelova cena míru. V témže roce dovedl Německo do Společnosti národů.
Stresemann byl aktivním zednářem působící v lóži Frederik Veliký.

## Mládí
Gustav Stresemann se narodil 10. května 1878 v Berlíně jako nejmladší ze sedmi dětí. Jeho otec Ernst se živil distribucí piva, provozoval hospodu a pronajímal v rodinném domě pokoje. Rodina se řadila k nižší střední třídě a mohla si dovolit zaplatit synovi řádné vzdělání. Mladý Stresemann byl výborný student a exceloval především v literatuře a poezii. V šestnácti začal studovat na berlínském Andreas gymnáziu. Zde se projevil jeho zájem o historii, a to především o Napoleona a Johanna Wolfganga Goetheho. Začal i psát první politické komentáře týkající se pruského konzervatismu. Po maturitě v roce 1897 se zapsal na berlínskou univerzitu a začal studovat politickou ekonomii místo původně zamýšlené literatury. Za studií se stal aktivním členem místního buršáckého spolku a redaktorem univerzitních novin Dresdener Volks-Zeitung. Jeho komentáře daly tušit jeho budoucí politické názory. Mísil se v nich liberalismus s ostrým německým nacionalismem. V roce 1898 přešel Stresemann z berlínské university na lipskou, kde získal v roce 1901 doktorát. Po studiích začal pracovat na ekonomickém oddělení v různých výrobních závodech.

## Politická kariéra

### První politické zkušenosti
V roce 1903 s oženil s Käte Kleefeldovou (1883–1970), dcerou bohatého židovského obchodníka z Berlína. Ve stejné době se začal výrazněji politicky angažovat. Nejprve vstoupil do Národně-sociálního spolku (Nationalsozialer Verein), vedeného Friedrichem Naumannem a v roce 1903 se stal členem Národně liberální strany. Již roku 1906 byl za ní zvolen do městské rady Drážďan. Rychle se vypracoval na přední osobnost saské sekce Národně liberální strany. V roce 1907 se stal poslancem říšského sněmu, kde začal úzce spolupracovat s předsedou stany Ernstem Bassermannem. Většinou se věnoval ekonomickým otázkám. Otevřeně před válkou podporoval imperiální expanzionismus a zrychlené zbrojení. Ve sněmu narazil při prosazovaní rozšiřování sociální péče na nesouhlas konzervativní části strany. Obrana zájmů nižší a střední třídy se nelíbila především bohatým průmyslníkům. Místo ve výkonném výboru strany ztratil v roce 1912 a rok na to i post poslance a radního v Drážďanech. Do říšského sněmu se vrátil v prosinci 1914.

### První světová válka

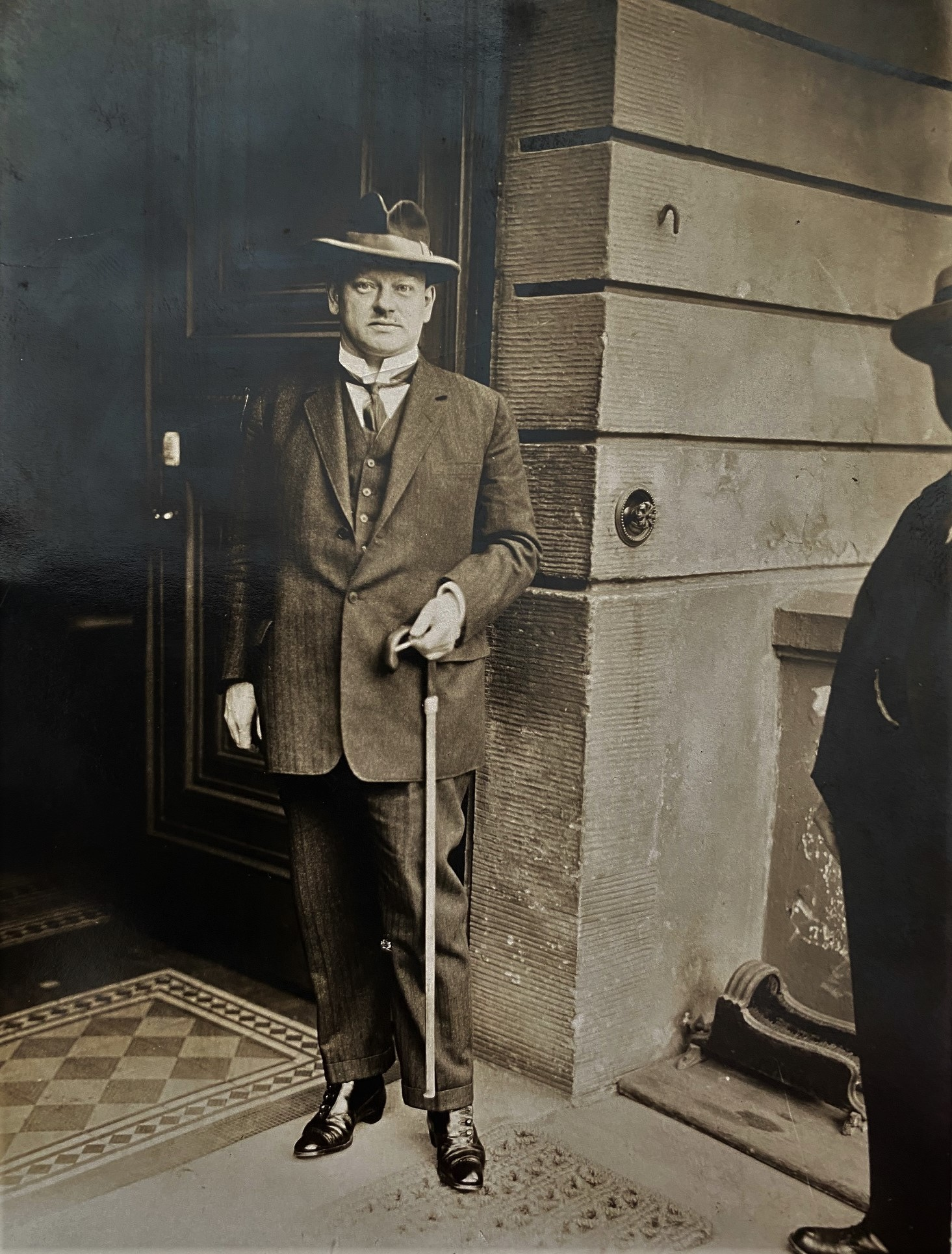
Stresemann po převzetí kancléřského úřadu

Stresemann byl zproštěn vojenské služby v právě vypuklé první světové válce kvůli chatrnému zdraví. Díky nemoci předsedy Bassermanna se z něho stala vůdčí osobnost strany, jejímž předsedou se po Bassermannově smrti v roce 1917 doopravdy stal. Během války byly jeho politické názory mírně nevyzpytatelné. Na jednu stranu byl velkým zastáncem neomezené ponorkové války, na druhou stranu stále prosazoval rozšíření sociální péče a zrušení omezeného volebního práva. V roce 1916 navštívil Konstantinopol, kde se dozvěděl o arménské genocidě a neúspěšně požadoval stažení německého diplomata z Osmanské říše.

### Poválečné období
Po porážce Německa ve válce došlo ke svržení monarchie a byla vyhlášena republika. Již v listopadu 1918 vyšel v berlínských novinách článek, který nabádal všechny liberální politiky ke spojení do jedné silné liberální strany. Z předválečných partají se jednalo o Pokrokovou lidovou stranu (FVP) a Národně liberální stranu (NLP). Dne 24. listopadu 1918 vznikla nová Německá demokratická strana (DDP). Pro Gustava Stresemanna a další pravicově smýšlející politiky v ní ale nebylo místo. Pravicové křídlo bývalé NLP nakonec muselo založit svoji vlastní stranu tzv. Německou lidovou stranu (DVP). Stresemann se stal jejím předsedou a zůstal jím až do své smrti. První demokratické volby s všeobecným hlasovacím právem v lednu 1919 nedopadly pro Stresemanna dobře. Strana získala pouze 4,4 % a zamířila do opozice. Stresemannovi lidovci zpočátku razili ostře protidemokratický a protirepublikový kurz. Vše změnil neúspěšný Kappův puč v březnu 1920, který lidovci pasivně podporovali. Stresemann si uvědomil, že nastolení starých pořádků by se neobešlo bez velkého krveprolití, a přiklonil se k aktivnímu budování demokratické republiky. Srdcem ale zůstal na celý živost monarchistou. Dokonce mezi ním a německým princem Vilémem probíhala čilá korespondence.

### Kancléřem

Německé územní ztráty po první světové válce (béžově Německo, žlutě území ztráty, zeleně pod správou SN

V následujících volbách v červnu 1920 lidovci posílili na 65 křesel a začali se aktivně účastnit německých vlád. Stresemann si získal pozornost doma i v světě svým pragmatismem a chutí řešit nepopulární věci. Německo se v roce 1923 ocitlo ekonomicky téměř na dně,
neschopno dále platit válečné reparace. Kvůli pozdním splátkám napochodovala francouzsko-belgická vojska do Porúří, na což německá populace zareagovala pasivním odporem. Všechny doly se zastavily a továrny utichly. Náhlý výpadek příjmu řešila vláda nadměrným tisknutím peněz, což vedlo k hyperinflaci. Peníze ztratily svou hodnotu a lidé vyšli do ulic. Největší stávky se účastnilo na 3,5 miliónu Němců a vedla k demisi vlády. Prezident požádal o složení nové právě Stresemanna. Vláda z prorepublikových stran (Centrum, SPD, DDP a DVP) vznikla za jeden den a 13. srpen 1923 se stal Stresemann kancléřem.
Prioritou bylo prosazení zmocňovacího zákona, který by výrazně posílil pravomoci vlády a dal kancléři možnost účinně bojovat s ekonomickou a politickou krizí. Byl schválen 13. října 1923 a vláda okamžitě provedla nutné ekonomické reformy (papírová marka byla nahrazena rentovou markou ve směnném poměru jeden bilión papírových marek za jednu rentovou). Kancléři se podařilo dojednat s Francouzi i postupné stažení spojeneckých jednotek z Porúří. Extrémisté na obou křídlech politického spektra již ale vycítili možnost provést v zemi povstání. Němečtí komunisté dostali z Moskvy instrukce k vyvolání revoluce podle vzoru té ruské. V Sasku a Durynsku vznikly společné vlády sociálních demokratů a komunistů, které daly zelenou vyzbrojování místního dělnictva. Kancléř na nic nečekal a s pomocí prezidenta Eberta aktivoval článek 48 Výmarské ústavy. Do obou spolkových států napochodovala armáda a došlo ke svržení legálně zvolených vlád. Celá událost vešla do dějin jako Německý říjen. Levicová revoluce nakonec skončila ještě předtím než stačila začít. Sociální demokraté na protest proti zatýkání jejich spolustraníků v Sasku a Durynsku vystoupili ze Stresemannova kabinetu a vyhlásili hlasování o nedůvěře vládě. Dne 23. listopadu 1923 nebyla vládě vyslovena důvěra a Stresemann podal demisi.

### Ministrem zahraničí

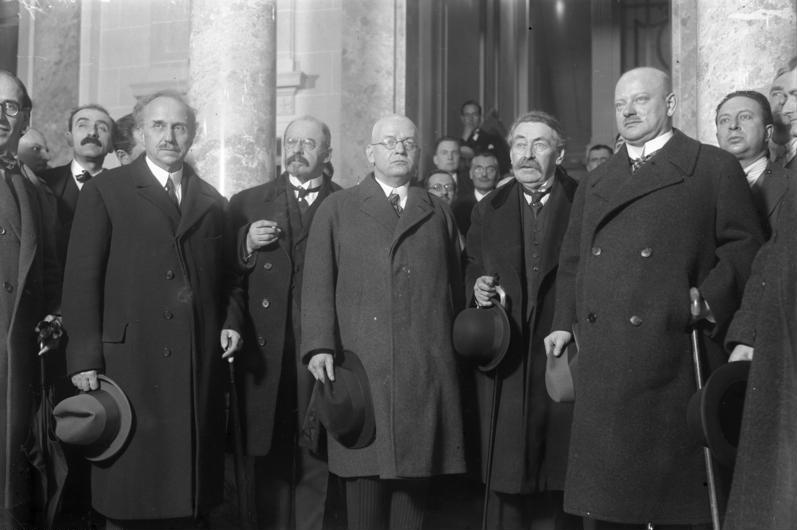
Stresemann (vpravo) po jednání Společnosti národů, po jeho pravici Aristide Briand

V nové vládě zasedl jako ministr zahraničí, jímž zůstal až do své smrti. Prvním úspěchem se stalo podepsaní Dawesova plánu, který revidoval ve prospěch Německa princip placení válečných reparací. Stresemann ho osobně podepsal 16. srpna 1924 v Paříži. Následně přišla na řadu konsolidace vztahů se západními sousedy. Pokud chtěli Němci doufat v odchod okupačních vojsk z Porýní, museli uznat poválečnou hranici s Belgií a Francií. Stalo se tak na konferenci ve švýcarském Locarnu v říjnu 1925. Němci potvrdili v tzv. Locarnských dohodách západní hranici se Spojenci (definitivní přiznání Alsaska-Lotrinska Francii a regionu Eupen a Malmédy Belgii) a vstup země do Společnosti národů. Na oplátku spojenci přislíbili stažení vojsk z Porýní. To mu bylo potvrzeno na konferenci v Haagu v srpnu 1929 a nejpozdější datum dáno na 30. červen 1930.
Následně se jeho diplomatické aktivity přesunuly na východ. Stresemann odmítl vznik podobné smlouvy jako s Francií i se svými východními sousedy. Poláci s Čechoslováky se museli spokojit pouze s smlouvami, ve kterých se všechny strany zavázaly, že budoucí rozepře nebudou řešit silou, ale nestrannými arbitrážemi. Se Sovětským svazem pomocí Berlínské smlouvy potvrdil smlouvu z Rapalla z roku 1922. V dohodě z dubna 1926 se obě země zavázaly, že v případě, když se jedna z obou stran dostane do válečného konfliktu, druhá strana zůstane neutrální. Německo se následně 10. září 1926 stalo stálým členem Rady bezpečnosti Společnosti národů. Díky svému pragmatickému jednání se Spojenci a úspěšnému narovnání vztahů s Francií byla Stresemannovi udělena společně s Francouzem Aristidem Briandem v roce 1926 Nobelova cena míru. V srpnu 1928 podepsal za Německo Briandův–Kelloggův pakt, ve kterém se signatáři zavázali, že válka jako prostředek řešení mezinárodních sporů, vyjma případu sebeobrany, je zcela vyloučena.
Na druhou stranu se Stresemann nikdy netajil svými záměry mírově změnit německou východní hranici. Jeho cílem bylo navrácení ztraceného území na východě Horního Slezska, části Velkopolska (Poznaňsko) a celého tzv. Polského koridoru. Nebránil se ani připojení Rakouska. V roce 1925 neváhal rozpoutat obchodní válku s Polskem, která trvala až do roku 1934. Stresemann doufal, že v Polsku vypukne krize, kterou využije k připojení některých zmíněných území a německé produkty zaplaví polský trh. Německo v červnu 1925 zavedlo na polské výrobky vysoké clo, což se dotklo hlavně uhelného průmyslu, a na některé uvalilo embargo. Poláci reagovali stejně a zavedli cla na německé zboží. Stresemannovi se podařilo zablokovat britskou půjčku polskému státu v naději, že Polsko je blízko totálnímu kolapsu. Odmítal se na mezinárodní scéně bavit o diplomatickém řešení, dokud nebudou vyřešeny otázky polsko-německé hranice. Poláci s velkými obtížemi ekonomicky přežili a nakonec našli nové odbytiště pro své uhlí ve Skandinávii.

## Rodina
Měl dva syny (Wolfganga a Hanse-Joachima), kteří i s jeho ženou emigrovali v roce 1939 před nacisty do USA kvůli svému židovskému původu. Jeho starší syn Wolfgang byl významným berlínským filharmonikem (1959—1978). Wolfgangova dcera Christina (Stresemannova vnučka, narozená 1957) je soudkyní u Spolkového soudního dvoru v Berlíně.

## Nemoc a smrt

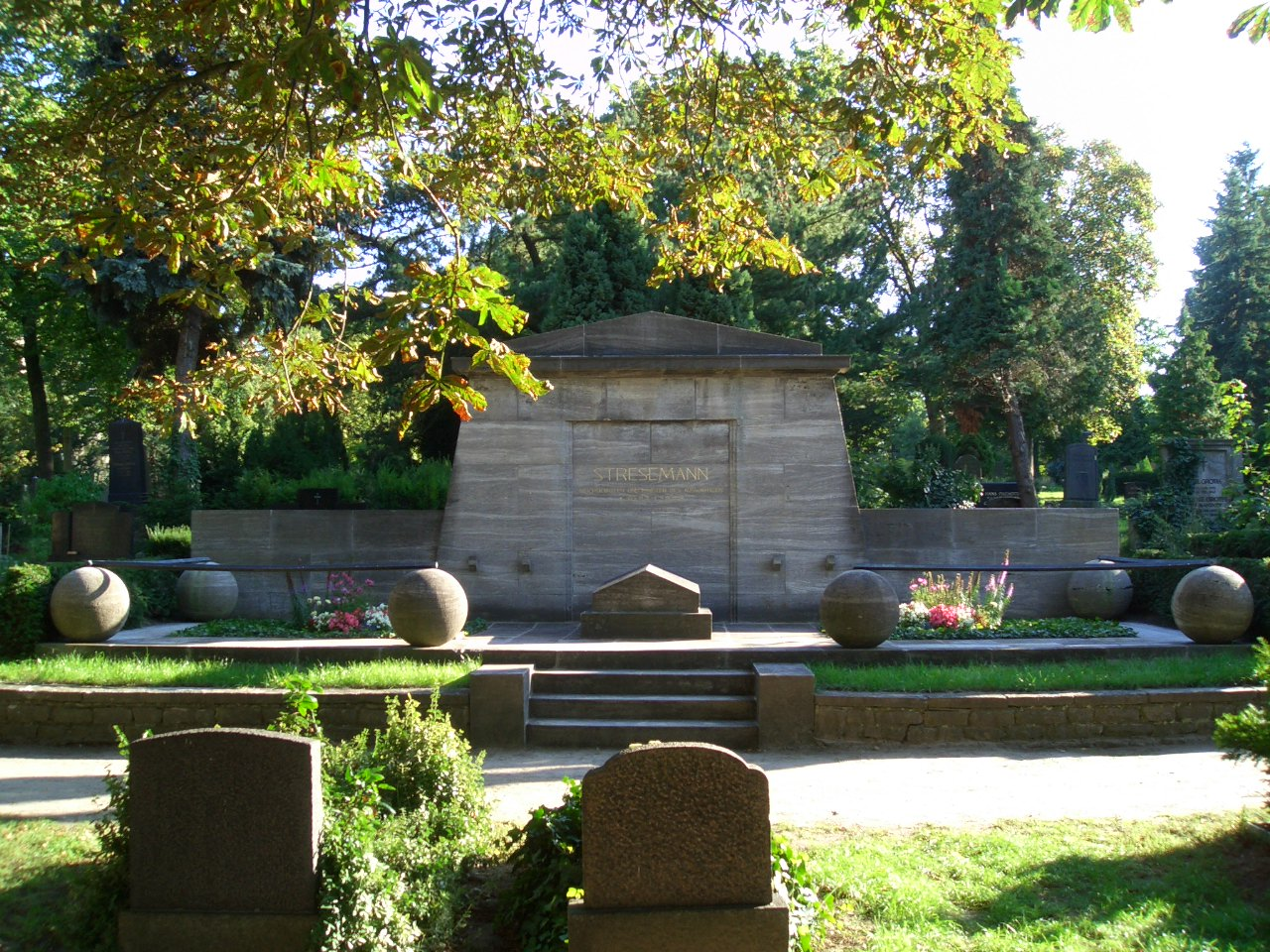
Stresemannův hrob v Berlíně

Gustav Stresemann byl již v mládí ve špatném zdravotním stavu. V roce 1919 ho postihla první mrtvice a hektický způsob života se na jeho zdraví stále více podepisoval. Často musel přerušit pracovní povinnosti z důvodu rekonvalescence a pobytu v lázních. Zemřel 3. října 1929 na komplikace při další mrtvici. Byl mu uspořádán státní pohřeb, který měl velký ohlas u obyvatelstva. Od roku 1888, tedy od smrti císaře Viléma I., to byla největší akce tohoto typu. Stresemann byl pohřben na hřbitově Luisenstadt v Berlíně. Jeho náhrobek zhotovil známý německý sochař Hugo Lederer a je stále udržován jako čestný hrob města Berlína.
V červenci 1931 byl postaven Stresemannovi v Mohuči památník. Pro město měl státník speciální význam, jelikož jeho dočiněním skončila předčasně francouzská okupace. Nacisté nechali památník v roce 1935 strhnout. Památník nebyl po válce obnoven na původním místě, ale vznikl nový v budově tzv. Nové zbrojnice (německy: Neues Zeughaus).
Po Stresemannovi je pojmenovaný společenský oblek tzv. Stresemann, který nahrazuje žaket. Politik s ním přišel, protože byl unaven neustálým převlékáním v závislosti na důležitosti společenské události.

## Stresemann ve vztahu s Československem

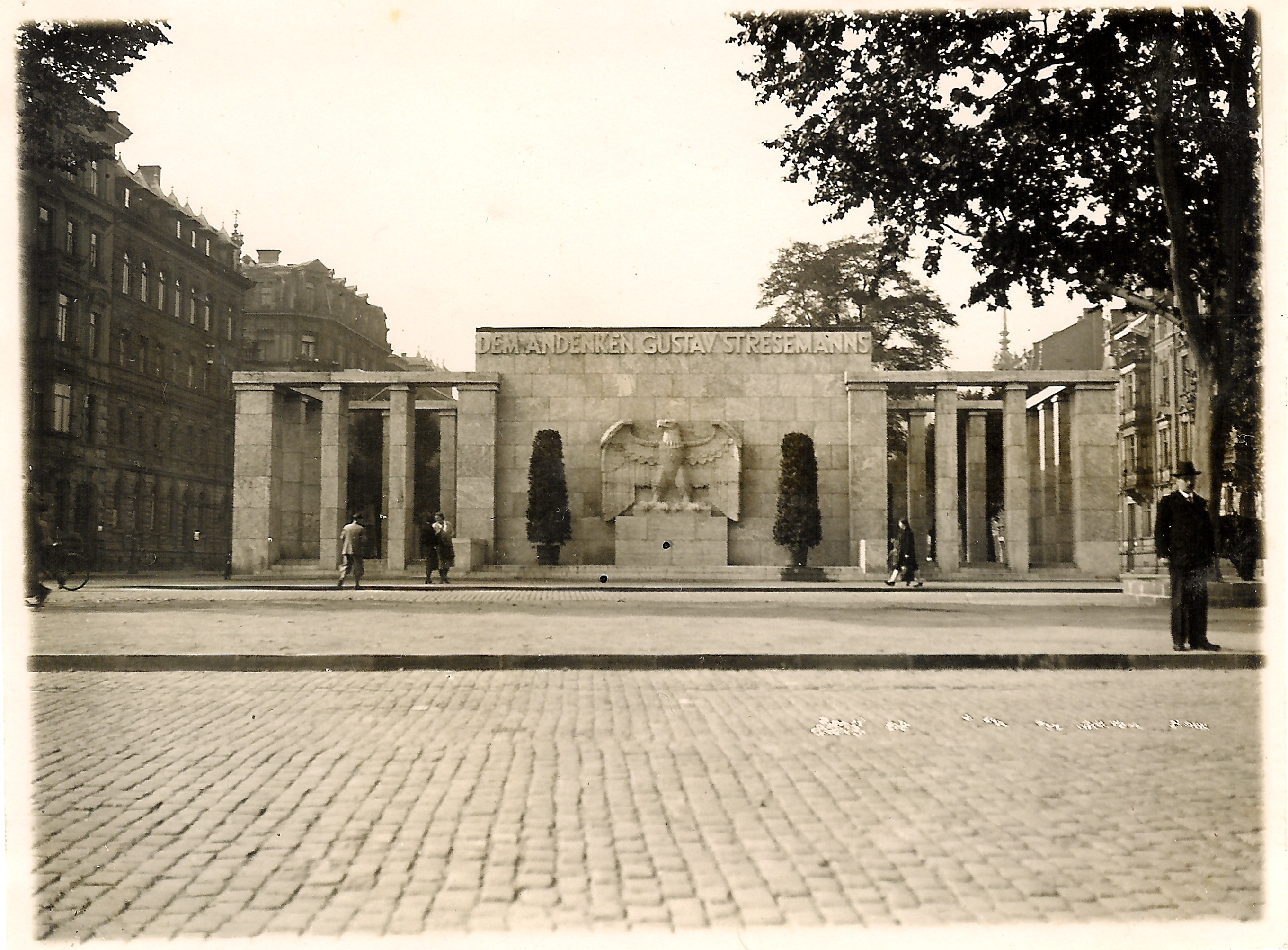
Stresemannův památník v Mohuči v roce 1931

V Německu po prohrané válce často propukaly protičeskoslovenské nálady. ČSR byla blízkým spojencem Francie a na jejím území žila početná německá menšina. Stresemann ale na rozdíl od Polska neměl zájem na připojení československých pohraničních oblastí. Československá diplomacie ale s velkými obavami sledovala a často protestovala při jakýchkoliv náznacích o připojení Rakouska k Německu. K prvnímu osobnímu setkání mezi Stresemannem a Benešem došlo při jednání o Locarnských dohodách v říjnu 1925. V roce 1926 musel Stresemann urovnávat vzájemné vztahy po proslovu bavorského politika Heinricha Helda, který prohlásil, že se s německou menšinou v sousedních státech nenakládá podle dohodnutých smluv.
V říjnu 1926 vznikla v ČSR tzv. panská koalice za účasti německých stran, a to vztahy obou zemí výrazně uklidnilo. Stresemann odmítl přijímat zástupce protestních hnutí a dal přednost dialogu s německými aktivistickými stranami. Několikrát jednal i s prezidentem Masarykem (březen 1927), kdy se podařilo německou politiku přesměrovat od Rakouska k tématu neudržitelnosti německo-polských hranic. V červenci 1928 navštívil ČSR neoficiálně, když se léčil v Karlových Varech. Při pobytu se opět potkal s Masarykem, který zde taktéž pobýval.